# Campeonato Brasileiro de Ciclismo Contrarrelógio de 2012
O Campeonato Brasileiro de Ciclismo CRI de 2012 foi a 12ª edição do Campeonato Brasileiro de Ciclismo Contrarrelógio. Foi realizado em Rio das Ostras, no Rio de Janeiro, no dia 23 de junho, em um percurso de 29,8 km para os homens e e 14,5 km para as mulheres. O vencedor da categoria masculina foi Luiz Carlos Amorim Tavares Ferrão, que garantiu seu quarto título do evento. Já no feminino, a defensora do título Luciene Ferreira foi a vencedora.

## Resultados

### Masculino
|    | Ciclista                   | Equipe                               | Tempo    |
| -- | -------------------------- | ------------------------------------ | -------- |
| 1  | Luiz Carlos Amorim Tavares | Real Cycling Team                    | 38' 47"  |
| 2  | Patrick Oyakawa            | São Caetano do Sul - VZAN            | + 22"    |
| 3  | Flávio Cardoso             | Funvic - Pindamonhangaba             | + 25"    |
| 4  | Otávio Bulgarelli          | Funvic - Pindamonhangaba             | + 1' 12" |
| 5  | Murilo Affonso             | Clube DataRo de Ciclismo             | + 1' 20" |
| 6  | Renato Aparecido           | Clube DataRo de Ciclismo             | + 1' 25" |
| 7  | Rodrigo Nascimento         | Avaí - FME Florianopolis             | + 1' 36" |
| 8  | Walter Miguel              | Real Cycling Team                    | + 1' 40" |
| 9  | Maurício Morandi           | São José dos Campos - Kuota          | + 1' 53" |
| 10 | Antoelson Dornelles        | São Francisco Saúde - Ribeirão Preto | + 1' 57" |

### Feminino
|    | Ciclista                | Equipe                                | Tempo    |
| -- | ----------------------- | ------------------------------------- | -------- |
| 1  | Luciene Ferreira        | Funvic - Pindamonhangaba              | 23' 28"  |
| 2  | Uênia Fernandes         | Colavita Forno d'Asolouci             | + 17"    |
| 3  | Ana Paula Polegatch     | São Caetano do Sul - VZAN             | + 25"    |
| 4  | Débora Gerhard          | Funvic - Pindamonhangaba              | + 36"    |
| 5  | Marcia Fernandes        | São José dos Campos - Kuota           | + 1' 31" |
| 6  | Lívia da Rocha Mendes   | Avulso                                | + 2' 24" |
| 7  | Silvia Augusta da Silva | Smel - São José do Rio Preto          | + 2' 44" |
| 8  | Elione Zimmerman        | CicloFoz - Ass Iguaçuense de Ciclismo | + 2' 55" |
| 9  | Juliana Renner          | Velo - Seme Rio Claro                 | + 3' 08" |
| 10 | Camila Ferreira         | Caloi - Velo Brasil                   | + 4' 01" |